# جاسمين سباهيتش
جاسمين سباهيتش هو لاعب كرة قدم بوسني في مركز الدفاع، ولد في 22 سبتمبر 1980 في موستار في البوسنة والهرسك. لعب مع Kickers Emden ‏.

## وصلات خارجية
- جاسمين سباهيتش على موقع قاعدة بيانات كرة القدم.إي يو (الإنجليزية)
- جاسمين سباهيتش على موقع بيانات كرة القدم. دي إي (الألمانية)
- جاسمين سباهيتش على موقع عالم كرة القدم.نت (الإنجليزية)